# Janira maculosa
Janira maculosa is een pissebed uit de familie Janiridae. De wetenschappelijke naam van de soort is voor het eerst geldig gepubliceerd in 1814 door Leach.